# Premierzy Grenlandii

## Lista premierów
| #   | Portret | Imię i nazwisko                | Kadencja         | Kadencja         | Partia polityczna | Partia polityczna |
| #   | Portret | Imię i nazwisko                | Od               | Do               | Partia polityczna | Partia polityczna |
| --- | ------- | ------------------------------ | ---------------- | ---------------- | ----------------- | ----------------- |
| 1   |         | Jonathan Motzfeldt (1938–2010) | 1 maja 1979      | 18 marca 1991    | Siumut            |                   |
| 2   |         | Lars Emil Johansen (1946–)     | 18 marca 1991    | 19 września 1997 | Siumut            |                   |
| (1) |         | Jonathan Motzfeldt (1938–2010) | 19 września 1997 | 14 grudnia 2002  | Siumut            |                   |
| 3   |         | Hans Enoksen (1956–)           | 14 grudnia 2002  | 12 czerwca 2009  | Siumut            |                   |
| 4   |         | Kuupik Kleist (1958–)          | 12 czerwca 2009  | 5 kwietnia 2013  | Inuit Ataqatigiit |                   |
| 5   |         | Aleqa Hammond (1965–)          | 5 kwietnia 2013  | 30 września 2014 | Siumut            |                   |
| 6   |         | Kim Kielsen (1966–)            | 30 września 2014 | 23 kwietnia 2021 | Siumut            |                   |
| 7   |         | Múte Bourup Egede (1987–)      | 23 kwietnia 2021 | 28 marca 2025    | Inuit Ataqatigiit |                   |
| 8   |         | Jens Frederik Nielsen (1991–)  | 28 marca 2025    |                  | Demokraci         |                   |